# پائولا ایلمان فدر
پائولا ایلمان فدر (انگلیسی: Paula Illemann Feder; ۲۵ فوریهٔ ۱۸۹۳ – ۱ نوامبر ۱۹۶۷) بازیگر اهل دانمارک بود.